# Henglin (köpinghuvudort i Kina, Jiangsu Sheng, lat 31,70, long 120,10)
Henglin (kinesiska: 横林, 横林镇) är en köpinghuvudort i Kina. Den ligger i provinsen Jiangsu, i den östra delen av landet, omkring 130 kilometer öster om provinshuvudstaden Nanjing. Antalet invånare är 90 352. Befolkningen består av 43 047 kvinnor och 47 305 män. Barn under 15 år utgör 13,0 %, vuxna 15-64 år 78 %, och äldre över 65 år 7,0 %.
Runt Henglin är det tätbefolkat, med 849 invånare per kvadratkilometer. Närmaste större samhälle är Changzhou, 15,8 km nordväst om Henglin. Trakten runt Henglin består till största delen av jordbruksmark.
Genomsnittlig årsnederbörd är 1 390 millimeter. Den regnigaste månaden är juli, med i genomsnitt 250 mm nederbörd, och den torraste är januari, med 38 mm nederbörd.